# Sydney Blomquist
Sydney Blomquist (Baltimore, 31 augustus 1993) is een voetbalspeelster uit Verenigde Staten. Ze speelt als middenvelder voor Telstar in de Vrouwen Eredivisie.

## Clubcarrière
Blomquist begon met voetballen op de Fallston High School. Hier was ze aanvoerder en werd ze eenmaal kampioen. Ze kwam hier uit voor het Freestate Alliance- Fury 93 en van 2005 tot 2009 voor Maryland ODP. Blomquist studeerde aan de Universiteit van Louisville. In 2013 verhuisde ze naar de Universiteit van Akron, waar ze in twee seizoenen 36 wedstrijden uitkwam voor het universiteitssteam.
In 2014 en 2016 kwam Blomquist uit voor Lancaster Inferno in de United Women's Soccer. Tussendoor kwam ze in 2015 uit voor Columbus Eagles FC in de Women's Premier Soccer League. Haar eerste professionele contract tekende Blomquist bij het Zweedse Västers BK 30 op 1 augustus 2016. Voor deze club maakte Blomquist drie doelpunten, waarvan eentje tegen Örebro SK. Na een halfjaar verhuisde Blomquist naar het Finse Åland United. In het 2017 seizoen kwam ze 24 keer uit in de Kansallinen Liiga, waarin ze 2075 minuten maakte. In 2019 maakte ze de overstap naar het Portugese Sporting Clube de Portugal, waar ze vaste rechtsback van de club werd. Op 9 april 2020 verliet ze deze club echter alweer voor Detroit City FC uit haar geboorteland. Door de coronapandemie werd het seizoen ingekort. Blomquist groeide uit tot '"Most valuable player'" en was bij veel doelpunten van de club betrokken. In 2021 kwam Blomquist uit voor het Braziliaanse Associação Ferroviária de Esportes uit Araraquara.  Datzelfde jaar keerde ze terug naar Europa voor het Franse Soyaux. Een jaar later verliet ze deze club voor het Noorse Avaldsnes IL. Hier tekende ze een tweejarig contract en trainde ze onder de hoede van John Arne Riise.
Nadat ze nog een korte periode uitkwam voor Coppermine United, tekende Blomquist op 5 september 2024 een contract bij het Nederlandse Telstar waarmee ze uit zal komen in de Vrouwen Eredivisie.

## Statistieken
| Seizoen | Club         | Land      | Competitie         | Wedstrijden | Doelpunten |
| ------- | ------------ | --------- | ------------------ | ----------- | ---------- |
| 2017    | Åland United | Finland   | Kansallinen Liiga  | 24          | 2          |
| 2018    | Åland United | Finland   | Kansallinen Liiga  | 23          | 1          |
| 2021    | Ferroviária  | Brazilië  | Brasileiro         | 4           | 0          |
| 2022    | Avaldsnes IL | Noorwegen | Toppserien         | 15          | 2          |
| 2024/25 | Telstar      | Nederland | Vrouwen Eredivisie | 0           | 0          |
| Totaal  | Totaal       | Totaal    | Totaal             | 68          | 5          |

Laatste update: 5 september 2024
1 Steen ·
2 Donker ·
3 Hermans ·
4 Takeshige ·
5 Ridder ·
6 Remijnse ·
7 Verhoeve ·
8 Gomez ·
9 Van Belen ·
10 Kira ·
11 Hassani ·
12 Van de Pol ·
13 Blomquist ·
14 Nottet ·
15 Daalman ·
16 Rispens ·
17 Lagcher ·
18 Vader ·
19 Vis ·
20 Tiebie ·
21 Berrevoets ·
22 Van den Heuvel ·
23 Van der Vlist ·
24 Ursem ·
41 Schoorl ·
Coach: Engelkes